# 현덕수 (기자)
현덕수(1969년 ~ )는 대한민국의 YTN 기자다.

## 경력
- 1994년 9월 : YTN 2기 기자 입사
- YTN 경제부 기자
- YTN 사회부 기자
- 2006년 ~2008년 : 전국언론노동조합 YTN지부 지부장
- 2017년 8월 ~2018년 8월 : YTN 보도국 경제부 부장
- 2018년 8월 ~2020년 2월 : YTN 보도국장
- 2020년 2월 ~2021년 10월 : YTN 글로벌센터장
- 2021년 10월 ~2024년 3월 : YTN 기획조정실장